# Berge in der Bibel

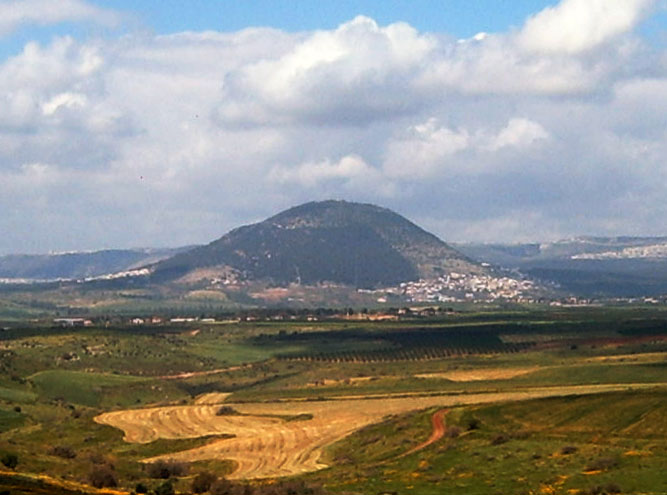
Der Berg Tabor in Galiläa

In der Bibel spielen Berge eine wichtige Rolle. Sie sind vor allem Orte der besonderen Nähe Gottes und Plätze kultischer Verehrung, zu denen Gott vom Himmel her herabsteigt.

## Hintergrund

Das Heilige Grab in Görlitz bildet den landschaftlichen Zusammenhang der Passion Christi nach

Berge haben eine zentrale Stellung bereits in der altorientalischen Kosmogonie und finden sich in der Bibel oft als Grundfesten des Himmels wie auch in einer Vermittlerrolle zwischen Himmel und Erde. Im Falle des Berges Tabor, dem „Weltenberg“, bedeutet hebräisch tabbur „Nabel (der Welt)“ und weist auf sehr frühe hellenische Einflüsse hin. Mit Bergen stehen häufig außergewöhnliche Naturereignisse in Verbindung, wie Erdbeben oder Vulkanausbrüche. Verschiedene Kulturen hatten daher heilige Berge.
Die zentralen Berge der biblischen Überlieferung, so der Ararat, der Sinai, der Berg Zion (vgl. axis mundi), der Karmel, der Tabor, der Ort der Bergpredigt wie auch Golgota sind neben der schriftlichen Überlieferung auch wichtig für verschiedene Namensgebungen und Siedlungsgründungen, Bauwerke, Weganlagen, Kunstwerke sowie literarische und musikalische Verarbeitungen. Von dem alttestamentlichen Anspruch des neuen Zions bis zum modernen Zionismus, von der englischen Hymne And did those feet in ancient time, den Taboriten und Mormonen gibt es eine Vielzahl historisch relevanter Anspielungen und mit den Bergen der Bibel verknüpfter Bewegungen und Mythen.

## Altes Testament

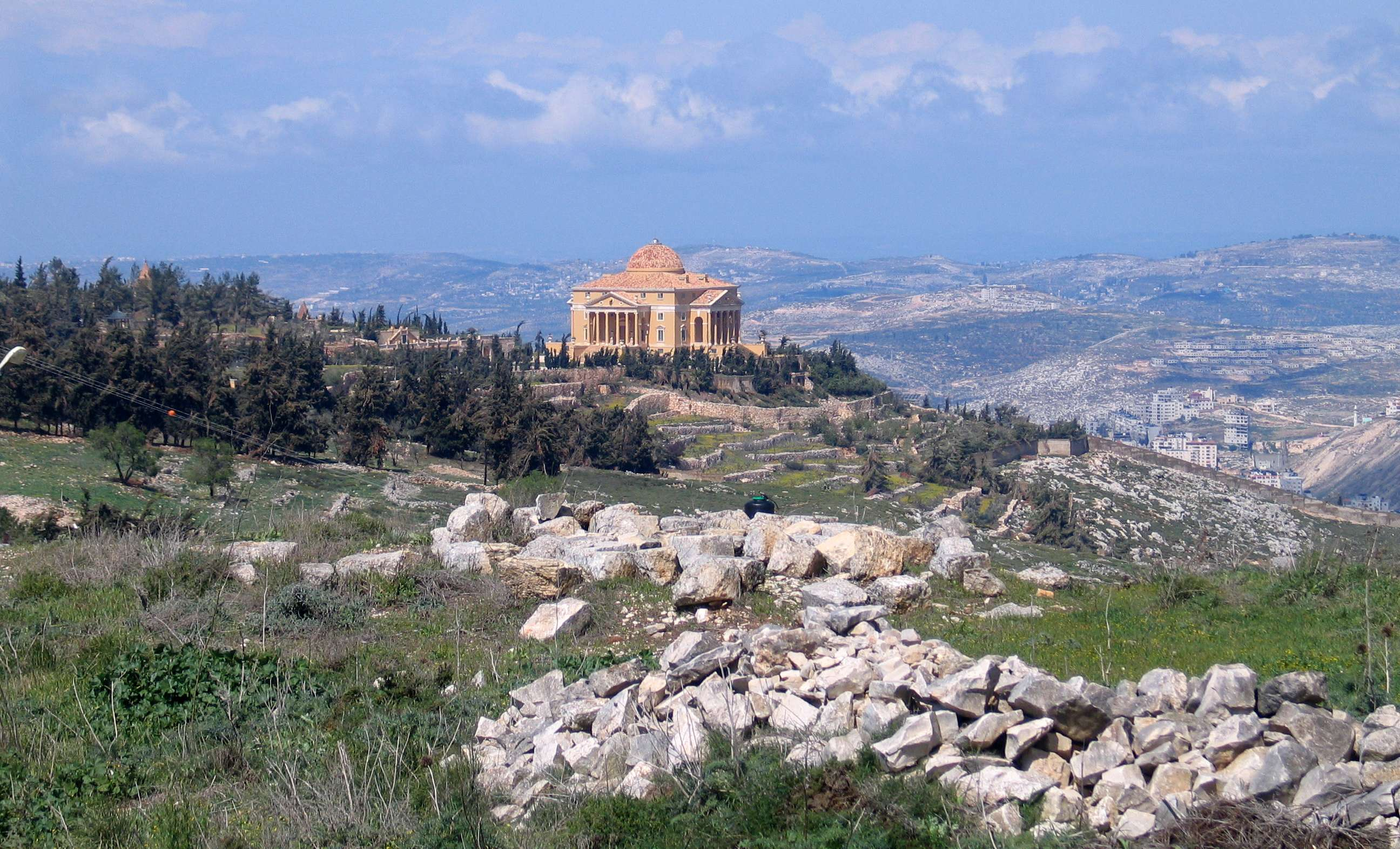
Der Garizim und Sichem (Nablus)

Im Alten Testament sind Berge von Anfang an Orte, an denen Gott besonders nahe ist. Altäre und Stellen für kultische Opfer wurden daher vorrangig auf Bergen errichtet, da sich der Mensch dort Gott in besonderer Weise nähern wollte und konnte, beispielsweise Noach auf dem Gebirge Ararat, dem Ort, an dem die Arche zur Ruhe kam (Gen 8 ). Als Abraham ging, um seinen Sohn Isaak zu opfern, bestieg er einen nicht namentlich genannten Berg im Land Morijah (Gen 22 ).
Im Pentateuch ist das Motiv des Berges zentral für die Theophanie, also die Erscheinung Gottes. Zunächst erscheint Gott dem Mose im brennenden Dornbusch auf dem „Gottesberg Horeb“ (Ex 3 ). Der Berg war die Umgebung, in der Gott sich selbst und seinen Namen JHWH offenbarte. Später kam dieser Gott „auf den Sinai herab“, um Mose die zehn Gebote zu übergeben.

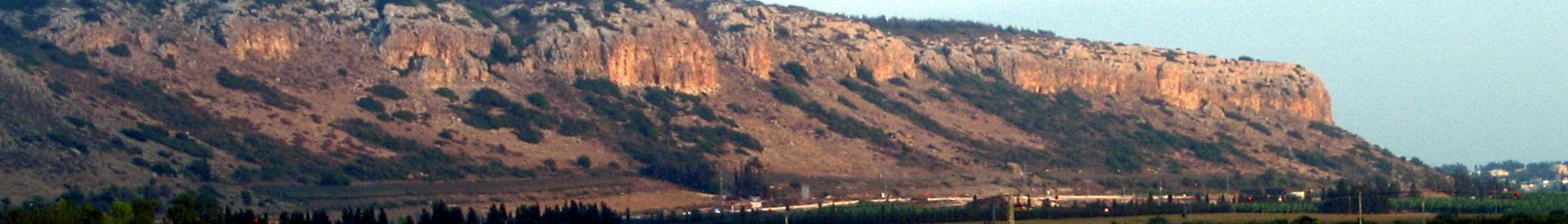
Der Karmel

Auch nach Mose blieb der Berg ein bevorzugter Ort, von wo Weisung, Lehre und Urteil in göttlicher Legitimation gesprochen werden. In (Dtn 27 ) wird sechs Stämmen Israels geboten, sich zum Segen auf den Berg Garizim aufzustellen, während sich die anderen sechs Stämme zum Fluch auf den Ebal begeben mögen. Fluch und Segen führen die Treue Gottes vor Augen: Einhaltung oder Nicht-Einhaltung der Tora bedeuten Segen oder Fluch (vgl. (Jos 8 )). Der Garizim findet weiterhin Erwähnung im Rahmen der Jotamfabel (Ri 9 ), wo sich Jotam auf diesen Berg stellt, um seinen mordenden Bruder Abimelech zu kritisieren.
In den Prophetenbüchern seit Jesaja kommt dem Berg Zion bei Jerusalem eine eminent wichtige Bedeutung zu: dort befand sich die Bundeslade. Dieser Berg wurde in der biblischen Überlieferung seit dem Bau des ersten Tempels mit einer Fülle von Motiven und Themen umgeben, die als Zionstheologie bezeichnet werden. In den Psalmen werden mannigfaltige Metaphern dafür verwendet: Zion ist der Wohnsitz Gottes – „Singt dem Herrn, der thront auf dem Zion“ (Ps 9:12 ), „Denk […] an den Berg Zion, den du zur Wohnung erwählt hast“ (Ps 74,2) – und steht zugleich für das Volk Israel – „Der Berg Zion freue sich, die Töchter Judas sollen über deine gerechten Urteile jubeln.“ (Ps 48:12 ), vgl. „Tochter Zion“. Der Berg ist demnach der Ort, an dem Gott und sein Volk zusammenkommen, wo sich also (bildlich gesprochen) Himmel und Erde verbinden.
Zugleich dient die Beschaffenheit der Berge dazu, auf die Macht Gottes zu schließen, die sogar die der Berge übertreffe und übersteige: Micha prophezeit: „Die Berge zerschmelzen unter ihm wie Wachs in der Hitze des Feuers; die Talgründe werden aufgerissen, wie wenn Wasser den Abhang herabstürzt.“ (Mi 1:4 ). „Jedes Tal soll sich heben, jeder Berg und Hügel sich senken. Was krumm ist, soll gerade werden, und was hüglig ist, werde eben“, prophezeit Jesaja (Jes 40:4 )(40,4), was von Jesus aufgegriffen wird (Lk 3:5 ). Die Wiederkunft Gottes wird ebenfalls durch ein Zerstören der Berge angezeigt (s. z. B. „Da zerbersten die ewigen Berge, versinken die uralten Hügel.“ (Hab 3:6 ).

## Neues Testament

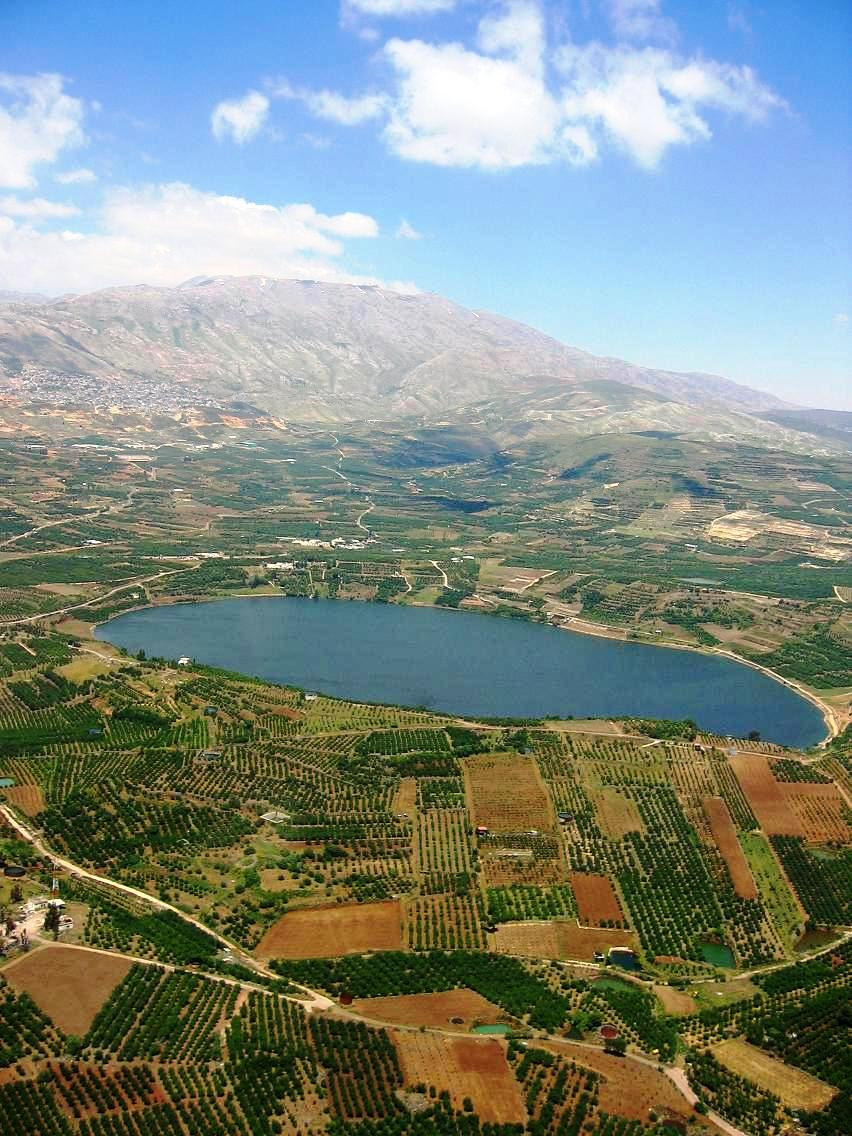
Der Hermon im heutigen Grenzbereich zwischen Libanon, Israel und Syrien.

Im Neuen Testament, vor allem in den Evangelien, werden alttestamentliche Bergmotive aufgegriffen und weitergeführt. Wenn Jesus in Einsamkeit betet, zieht er sich oft auf einen Berg zurück (z. B. Mt 14,23  Joh 6,15 ). Ebenso werden die berufenen Apostel auf einen Berg geführt Mk 3,13-19 .
Matthäus wählt einen Berg (den Berg der Seligpreisungen) als Ort, an dem Jesus die Bergpredigt hält. Jesus setzt sich auf den Berg, um von dort aus die Menschen mit göttlicher Vollmacht  zu lehren und seine Botschaft zu verkündigen. Der Berg steht in einem typologischen Vergleich mit dem Berg Sinai. Zu Beginn der Bergpredigt wird das Gesetz des Mose aufgegriffen, um dann von Jesus interpretiert zu werden.
Die Verklärung des Herrn ereignet sich ebenfalls auf einem Berg (ein „hoher Berg“ in Matthäus Mt 17,1 ), der in der Bibel nicht benannt wird, aber in frühchristlicher Tradition mit dem Berg Tabor gleichgesetzt wird. Dort erscheinen Mose und Elija – Gesetzesordnung und Prophetie des alten Bundes verkörpernd – und sprechen mit Jesus.
Indirekt wird das Bergmotiv auch beim Messiasbekenntnis des Petrus aufgegriffen, wo Jesus zu diesem im Gebiet von Caesarea Philippi sagte: „Du bist Petrus, und auf diesen Felsen werde ich meine Kirche bauen“ (Mt 16,18 ). Caesarea Philippi liegt am Fuße des Hermongebirges. Jesus baut diesem Wort zufolge seinen Altar bzw. seine Kirche nicht auf einen der massiven Gebirgsfelsen, sondern im krassen Kontrast dazu auf den „Felsen Petrus“ (im Griechischen ein Wortspiel).
In der Parabel der Versuchung Jesu führt der Teufel Jesus auf einen Berg (den Berg der Versuchung), um ihn auf die Welt hinabblicken zu lassen und ihm das Angebot zu machen, auf diese Art über die Menschheit zu herrschen.
In der Passionsgeschichte bestiegen Jesus und die Jünger den Ölberg, wo er die Rede über die Endzeit hält (Mk 13,3 ). Der sogenannte Hügel oder Berg Golgota, auf dem die Kreuzigung stattfand, wird im Griechischen lediglich κρανίου τόπος – Ort des Schädels (Mt 14,23  Mk 15,22  Joh 6,15 ) genannt.
Im Johannesevangelium greift das Gespräch Jesu mit der Frau am Jakobsbrunnen in Samarien (zwischen Judäa und Galiläa gelegen) die Verehrung Gottes auf den Bergen auf. Das Gespräch fand in der Nähe des Berges Garizim statt, auf dem die Samariter Gott verehrten (vgl. Dtn 27,4-8 ). Es war eine alte Streitfrage zwischen Juden und Samaritern, welches der rechte Ort der Gottesverehrung sei. Der Gottestempel auf dem Garizim wurde bereits 128 v. Chr. zerstört.

„Unsere Vorfahren haben Gott auf diesem Berg hier angebetet. Ihr Juden aber sagt, dass nur in Jerusalem der Ort ist, wo man Gott anbeten darf. Glaube mir, Frau, gab Jesus zur Antwort, es kommt die Zeit, wo ihr den Vater weder auf diesem Berg noch in Jerusalem anbeten werdet. […] Gott ist Geist, und die, die ihn anbeten wollen, müssen dabei von seinem Geist bestimmt und von Wahrheit erfüllt sein. Ich weiß, dass der Messias kommt, der auch Christus genannt wird, sagte die Frau darauf. Und wenn er kommt, wird er uns all diese Dinge erklären. Da sagte Jesus zu ihr: Du sprichst mit ihm. Ich bin’s.“

Christologisch wird durch diese Aussage die jüdisch-kultische Verehrung Gottes vom Tempel entbunden und stattdessen verbunden mit der Verehrung einer Person, nämlich dem Messias.
Das Motiv der mächtigen Berge greift Jesus in seinem Wort vom Berge versetzenden Glauben auf: Wenn der Glaube an Gott durch Christus „groß“ ist, wird „nichts unmöglich sein“; „wenn ihr zu diesem Berg sagt: Heb dich empor und stürz dich ins Meer!, wird es geschehen.“ (Mt 17,20  vgl. (Mt 21,21 )).
Dass Gott in seinem Handeln kräftiger und stärker ist als Berge, wird auch in der Offenbarung beschrieben, z. B. „Sie sagten zu den Bergen und Felsen: Fallt auf uns und verbergt uns vor dem Blick dessen, der auf dem Thron sitzt, und vor dem Zorn des Lammes“ (Offb 6,16 ). Der Seher Johannes erblickt das neue Jerusalem auf einem „großen, hohen Berg“ (Offb 21,10 ).